# アニマルマン
『アニマルマン』 (The Animal) は、全身に動物のパーツを移植されてしまった警官の騒動を描いた動物ファミリーコメディ映画。
2001年製作、ルーク・グリーンフィールド監督によるロブ・シュナイダー版「フランケンシュタイン」をコンセプトとしたアメリカ映画。恋人役を演じるコリーン・ハスケルは、人気リアリティ番組サバイバーの元出演者である。

## ストーリー
虚弱体質のため警察官採用試験に落ち続け、事務員として警察署に勤めるマーヴィン。
留守番中に強盗事件の通報が入り、一人で緊急出動した彼は、山奥でアシカを避けようとして車ごと崖から転落してしまう。瀕死の重傷を負った彼は怪しげな博士に手術されるが、それはさまざまな動物の器官を移植されるというものだった。
仕事に復帰した彼は一躍ヒーローに！ところが、次第に動物たちの本能が発揮されるにつれてマーヴィンにはコントロールができなくなり、大騒動を引き起こす。

## キャスト
※括弧内は日本語吹替
- マーヴィン・マンジ - ロブ・シュナイダー（江原正士）
- リアンナ - コリーン・ハスケル（小島幸子）
- シスク巡査部長 - ジョン・C・マッギンリー（大塚芳忠）
- ワイルダー博士 - マイケル・ケイトン（小川真司）
- マイルズ - ガイ・トリー（中村大樹）
- ファティ - ルイス・ロンバルディ（遠藤純一）
- ウィルソン署長 - エドワード・アズナー（緒方愛香）
- 市長 - スコット・ウィルソン（田原アルノ）
- ギャングのリーダー - ノエル・グーリーエミー（内田直哉）
- イタリア人のウェイター - ルイージ・アモデオ（藤原啓治）
- Mr.タム - レイモンド・マー（桜井敏治）
- 町の住人 - アダム・サンドラー（カメオ出演）（藤原啓治）
- ハンター - ハリー・ディーン・スタントン（クレジットなし）